# Tricky Stewart
Christopher Alan "Tricky" Stewart (Illinois, 4 de enero de 1974) es un productor discográfico, ejecutivo discográfico, compositor y editor musical estadounidense. Stewart comenzó a producir música en 1992 y desde entonces ha ganado cinco premios Grammy y es responsable de más de 50 millones de discos vendidos. Se le atribuyen numerosos sencillos y álbumes que han alcanzado un gran éxito en los géneros de hip hop, R&B y pop . A menudo en conjunto con su socio de producción y cantante de R&B The-Dream, su trabajo de producción incluye «Case of the Ex» de Mýa (2000), «Me Against the Music» de Britney Spears (2003), «Umbrella» de Rihanna (2007), «Just Fine»de Mary J. Blige (2007), «Single Ladies (Put a Ring On It)» de Beyoncé (2008), «16@War» de Karina Pasian (2008), Mariah Carey «Touch My Body» (2008) y «Obsessed» (2009) de Justin Bieber, «One Time» (2009) y «Baby» (2010) de Justin Bieber, y «Ride» (2010) de Ciara, entre otras.
Stewart produjo canciones de artistas como Raven-Symoné, Katy Perry, Jennifer Lopez, Taylor Swift, Lana Del Rey, Whitney Houston, Christina Aguilera, Alicia Keys, Michael Jackson, Madonna, entre otros artistas.
En 2012, fue incluido en la lista 40 de Billboard, una lista de ejecutivos musicales "que están impulsando nuestra industria con su visión artística y empresarial".
En 2020, Stewart firmó un contrato editorial con Spirit Music Group. El acuerdo cubre sus trabajos futuros, ya que Stewart vendió su catálogo a Hipgnosis Songs en 2018. Stewart es cofundador del sello discográfico RedZone Entertainment, que ha contratado a artistas como Frank Ocean.

## Biografía
Stewart nació en Markham, Illinois. Criado en una familia de músicos, tocaba la guitarra, los teclados y escribía canciones a la edad de 12 años. Su hermano mayor, el productor discográfico Laney Stewart, le presentó a uno de sus primeros mentores en el negocio musical, el fallecido Louis Silas, Jr. Silas fomentó la carrera musical de Stewart dándole la oportunidad de contribuir a los proyectos de varios artistas importantes. Antes de graduarse de la escuela secundaria, Stewart trabajó con artistas como Aaron Hall, el trío de ritmo y blues IMx y Chanté Moore. Él reconoce que trabajar con Moore le abrió muchas puertas para su floreciente carrera musical.

## Carrera

### 1994-2005
En 1994, Stewart produjo «Treat U Right» para Blackgirl. También conoció al productor discográfico y compositor LA Reid, quien le ofreció un trato para trasladar su primera productora a Atlanta. En 1995, con el apoyo de Reid, en asociación con su hermano Mark Stewart y su cuñada Judi Stewart, se crearon RedZone Entertainment y Triangle Sound Studios. RedZone Entertainment tiene su sede en Atlanta, pero también tiene un estudio de grabación en Los Ángeles.
La carrera y la reputación de Stewart continuaron aumentando, con un gran avance en 1999 cuando coescribió el sencillo «Who Dat» para JT Money. «Who Dat» fue un sencillo de rap número uno, la "canción del año" de ASCAP y alcanzó el número cinco en la lista de pop de Billboard. Además de producir y escribir, buscó nuevos talentos y dirigió, Stewart impulsó las carreras de artistas como Solé y Blu Cantrell.
En 2000, Tricky coescribió y produjo el exitoso sencillo de la artista de Interscope Mýa, «Case of the Ex». Alcanzó el puesto número 2 en el Billboard Hot 100 en diciembre de 2000 y permaneció en el Top 10 durante tres meses. Mientras la canción de Mya todavía estaba en la cima, Stewart descubrió y contrató a Blu Cantrell, y pasó a ser productor ejecutivo de su álbum debut So Blu en Arista Records. Alcanzó el puesto número 8 en la lista de álbumes Billboard 200 y generó el éxito número 2 «Hit 'em Up Style (¡Ups!)».
En 2002, Stewart coprodujo y coescribió el sencillo debut de B2K, «Uh Huh». En 2003, se lanzó el segundo álbum de Blu Cantrell, Bittersweet; incluye tres canciones producidas por Stewart, «Unhappy», «Holding on to Love» y «Let Her Go». También coescribió y produjo varias canciones para el cuarto álbum de Britney Spears, In the Zone (2003), incluidos dos de sus sencillos, «Me Against the Music» y «Outrageous», así como «Early Mornin» y «The Hook Up».

### 2006-presente
2007 fue un año decisivo para Stewart y RedZone Entertainment. El sencillo «Umbrella» de Rihanna, coescrito con The-Dream, obtuvo dos nominaciones al Grammy por Grabación del año y Canción del año, y un Grammy por "Mejor colaboración de rap/canción". En una entrevista con MTV, Stewart dijo:

Cuando grabó las 'ellas' sabías que iba a ser el salto y que tu vida iba a cambiar si tenías algo que ver con ese disco.

Lanzado en marzo de 2007, «Umbrella» encabezó la lista Billboard Hot 100 en mayo, subiendo 40 puestos en una semana para aterrizar y permanecer siete semanas consecutivas en el número uno. La canción también rompió el récord de la tienda de música iTunes de mayor debut jamás realizado. El éxito llevó a Rihanna a un nuevo nivel de fama, el coguionista The-Dream debutó con su propio disco exitoso «Love Hate» (producido por Stewart), que incluía el exitoso sencillo «Shawty is a 10» que alcanzó el puesto Nro. 6 en el Billboard Hot R&B/Hip-Hop Songs. También coescribió y produjo «Dream's», «Falsetto» y «I Luv Your Girl». A finales de 2007, Stewart estaba trabajando con artistas notables como Janet Jackson, Celine Dion (de su nuevo álbum Taking Chances) y Usher («Moving Mountains» y «This Ain't Sex» de su nuevo álbum Here I Stand).
Tricky y The-Dream coescribieron casi exclusivamente (con Mariah) y produjeron la totalidad del álbum de Mariah Carey de 2009, Memoirs of an Imperfect Angel.
Tricky y The-Dream fueron productores ejecutivos del cuarto álbum de estudio de Ciara titulado Basic Instinct, que fue lanzado el 10 de diciembre de 2010. El sencillo principal del álbum, titulado «Ride», fue producido por el dúo, el sencillo se lanzó en abril de 2010 y se convirtió en el duodécimo éxito entre los diez primeros de Ciara en la lista Billboard R&B/Hip-Hop Songs.
Stewart contribuyó al álbum Bionic de Christina Aguilera, lanzado en junio de 2010, y produjo la banda sonora de su película debut, Burlesque, lanzada en noviembre de 2010.
Stewart produjo el segundo álbum de estudio de Katy Perry, llamado Teenage Dream y fue lanzado en 2010. El segundo sencillo promocional, «Circle the Drain», producido por Tricky, fue lanzado en iTunes el 10 de agosto de 2010.
Se confirmó que Stewart participaría en el octavo álbum de estudio de Jennifer Lopez, Love?, que se lanzaría en el verano de 2010 junto a The-Dream y Tricky Stewart, convirtiéndose en su lanzamiento debut con Def Jam Records después de completar su contrato de 10 años. con Epic Records en febrero de 2010.
Stewart y The Dream se unieron para trabajar en el álbum navideño Happy Christmas de Jessica Simpson.
En noviembre de 2023, Stewart ayudó a producir el sencillo de P1Harmony, «Fall in Love Again».

## Discografía

### Sencillos producidos
| Año  | Sencillo                                         | Posiciones máximas en las listas | Posiciones máximas en las listas | Posiciones máximas en las listas | Posiciones máximas en las listas | Posiciones máximas en las listas | Posiciones máximas en las listas | Posiciones máximas en las listas | Artista          | Álbum                         |
| Año  | Sencillo                                         | US                               | US R&B                           | US Rap                           | US Pop                           | UK                               | CAN                              | AUS                              | Artista          | Álbum                         |
| ---- | ------------------------------------------------ | -------------------------------- | -------------------------------- | -------------------------------- | -------------------------------- | -------------------------------- | -------------------------------- | -------------------------------- | ---------------- | ----------------------------- |
| 1999 | «Who Dat» (featuring Solé)                       | 5                                | 2                                | 1                                | —                                | —                                | —                                | —                                | JT Money         | Pimpin' on Wax                |
| 1999 | «4, 5, 6» (featuring JT Money y Kandi)           | 27                               | 9                                | 1                                | —                                | —                                | —                                | —                                | Solé             | Skin Deep                     |
| 2000 | «It Wasn't Me» (featuring Ginuwine)              | —                                | 44                               | —                                | —                                | —                                | —                                | —                                | Solé             | Skin Deep                     |
| 2000 | «If You Don't Wanna Love Me»                     | 89                               | 30                               | —                                | —                                | —                                | —                                | —                                | Tamar Braxton    | Tamar                         |
| 2000 | «Case of the Ex»                                 | 2                                | 10                               | —                                | —                                | 3                                | 14                               | 1                                | Mýa              | Fear of Flying                |
| 2001 | «Uh Huh»                                         | 37                               | 20                               | —                                | —                                | 31                               | 4                                | 41                               | B2K              | B2K                           |
| 2003 | «Me Against the Music» (featuring Madonna)       | 35                               | —                                | —                                | —                                | 2                                | 2                                | 1                                | Britney Spears   | In the Zone                   |
| 2007 | «Umbrella» (featuring Jay-Z)                     | 1                                | 4                                | —                                | 1                                | 1                                | 1                                | 1                                | Rihanna          | Good Girl Gone Bad            |
| 2007 | «Umbrella» (featuring Jay-Z)                     | 22                               | 3                                | —                                | 42                               | 16                               | 84                               | —                                | Mary J. Blige    | Growing Pains                 |
| 2007 | «Ridin'»                                         | —                                | 58                               | —                                | —                                | —                                | —                                | —                                | Mýa              | Liberation                    |
| 2007 | «Suffocate»                                      | 18                               | 2                                | —                                | 55                               | —                                | —                                | —                                | J. Holiday       | Back of My Lac'               |
| 2007 | «Falsetto»                                       | 30                               | 3                                | —                                | 94                               | —                                | —                                | —                                | The-Dream        | Love/Hate                     |
| 2007 | «I Luv Your Girl» (featuring Young Jeezy)        | 20                               | 3                                | —                                | 58                               | —                                | —                                | —                                | The-Dream        | Love/Hate                     |
| 2008 | «Touch My Body»                                  | 1                                | 2                                | —                                | 1                                | 5                                | 2                                | 17                               | Mariah Carey     | E=MC²                         |
| 2008 | «Leavin'»                                        | 10                               | —                                | —                                | 1                                | 48                               | 16                               | 49                               | Jesse McCartney  | Departure                     |
| 2008 | «Moving Mountains»                               | 67                               | 18                               | —                                | —                                | 25                               | —                                | 36                               | Usher            | Here I Stand                  |
| 2008 | «Cookie Jar» (featuring The-Dream)               | 59                               | —                                | —                                | 55                               | 6                                | 91                               | 41                               | Gym Class Heroes | The Quilt                     |
| 2008 | «Single Ladies (Put a Ring on It)"               | 1                                | 1                                | —                                | 2                                | 7                                | 2                                | 5                                | Beyoncé          | I Am... Sasha Fierce          |
| 2008 | «Just Like Me» (featuring T.I.)                  | 49                               | 8                                | —                                | —                                | —                                | —                                | 91                               | Jamie Foxx       | Intuition                     |
| 2009 | «Hands on Me»                                    | —                                | 56                               | —                                | —                                | —                                | —                                | —                                | Bobby Valentino  | The Rebirth                   |
| 2009 | «Throw It in the Bag» (featuring The-Dream)      | 14                               | 4                                | 2                                | —                                | —                                | —                                | —                                | Fabolous         | Loso's Way                    |
| 2009 | «All I Really Want» (featuring The-Dream)        | —                                | —                                | —                                | —                                | —                                | —                                | —                                | Rick Ross        | Deeper Than Rap               |
| 2009 | «Like a Surgeon»                                 | —                                | 59                               | —                                | —                                | —                                | —                                | —                                | Ciara            | Fantasy Ride                  |
| 2009 | «Obsessed»                                       | 7                                | 12                               | —                                | —                                | 52                               | 15                               | 13                               | Mariah Carey     | Memoirs of an Imperfect Angel |
| 2009 | «One Time»                                       | 17                               | —                                | —                                | 14                               | 11                               | 12                               | 35                               | Justin Bieber    | My World                      |
| 2009 | «I Look to You»                                  | 70                               | 16                               | —                                | —                                | 115                              | 68                               | —                                | Whitney Houston  | I Look to You                 |
| 2009 | «Gangsta Luv» (featuring The-Dream)              | 35                               | 24                               | 5                                | —                                | —                                | —                                | —                                | Snoop Dogg       | Malice n Wonderland           |
| 2009 | «Louboutins»                                     | —                                | —                                | —                                | —                                | —                                | —                                | —                                | Jennifer Lopez   | Love?                         |
| 2009 | «Hard» (featuring Young Jeezy)                   | 8                                | 14                               | —                                | 9                                | 42                               | 15                               | 75                               | Rihanna          | Rated R                       |
| 2010 | «Baby» (featuring Ludacris)                      | 5                                | 96                               | —                                | —                                | 3                                | 3                                | 18                               | Justin Bieber    | My World 2.0                  |
| 2010 | «Up Out My Face» (remix) (featuring Nicki Minaj) | 100                              | 39                               | —                                | —                                | —                                | —                                | —                                | Mariah Carey     | Angels Advocate (Unreleased)  |
| 2010 | «Ride» (featuring Ludacris)                      | 42                               | 3                                | —                                | —                                | 75                               | —                                | 75                               | Ciara            | Basic Instinct                |
| 2010 | «Speechless»                                     | —                                | 74                               | —                                | —                                | —                                | —                                | —                                | Ciara            | Basic Instinct                |
| 2010 | «Gimmie Dat»                                     | —                                | 63                               | —                                | —                                | 111                              | —                                | —                                | Ciara            | Basic Instinct                |
| 2011 | «Novacane»                                       | 82                               | 17                               | —                                | —                                | —                                | —                                | —                                | Frank Ocean      | Nostalgia, Ultra              |

## Premios y nominaciones
| Año  | Premio                    | Categoría                                | Trabajo                                      | Resultado |
| ---- | ------------------------- | ---------------------------------------- | -------------------------------------------- | --------- |
| 2007 | Premio ASCAP Pop          | Canción más reproducida en 2007          | «Umbrella» (Rihanna)                         | Ganador   |
| 2007 | Premios Grammy            | Canción del año                          | «Umbrella» (Rihanna)                         | Nominado  |
| 2007 | Premios Grammy            | Grabación del año                        | «Umbrella» (Rihanna)                         | Nominado  |
| 2007 | NMPA                      | Doble platino                            | «Umbrella» (Rihanna)                         | Ganador   |
| 2007 | Premio ASCAP Ritmo y Alma | Principal canción de R&B/Hip Hop de 2007 | «Umbrella» (Rihanna)                         | Ganador   |
| 2010 | Premios Grammy            | Mejor canción de R&B                     | «Blame It» (Mary J. Blige)                   | Nominado  |
| 2010 | Premios Grammy            | Mejor canción de R&B                     | «Single Ladies (Put a Ring on It)» (Beyoncé) | Ganador   |
| 2010 | Premios Grammy            | Canción del año                          | «Single Ladies (Put a Ring on It)» (Beyoncé) | Ganador   |
| 2010 | Premios Grammy            | Álbum del año                            | I Am... Sasha Fierce (Beyoncé)               | Nominado  |
| 2011 | Premios Grammy            | Álbum del año                            | Teenage Dream (Katy Perry)                   | Nominado  |
| 2012 | Premios Grammy            | Álbum del año                            | Loud (Rihanna)                               | Nominado  |
| 2023 | Premios Grammy            | Mejor grabación dance/electrónica        | «Break My Soul» (Beyoncé)                    | Ganador   |
| 2023 | Premios Grammy            | Grabación del año                        | «Break My Soul» (Beyoncé)                    | Nominado  |
| 2023 | Premios Grammy            | Canción del año                          | «Break My Soul» (Beyoncé)                    | Nominado  |
| 2023 | Premios Grammy            | Álbum del año                            | Renaissance (Beyoncé)                        | Nominado  |